# 小官庄镇
小官庄镇，是中华人民共和国江苏省扬州市宝应县下辖的一个乡镇级行政单位。

## 行政区划
小官庄镇下辖以下地区：
小官庄集镇社区、小官庄村、诚忠村、祖全村、南场村、范沟村、石先村、王圩村、双闸村和杨蒋村。